# Stenellipsis baloghi
Stenellipsis baloghi là một loài bọ cánh cứng trong họ Cerambycidae.